# 網室上三脊節蜱
網室上三脊節蜱（学名：Calepitrimerus reticulatus）为節蜱科上三脊節蜱屬下的一个种。